# Palmstruch's Bank

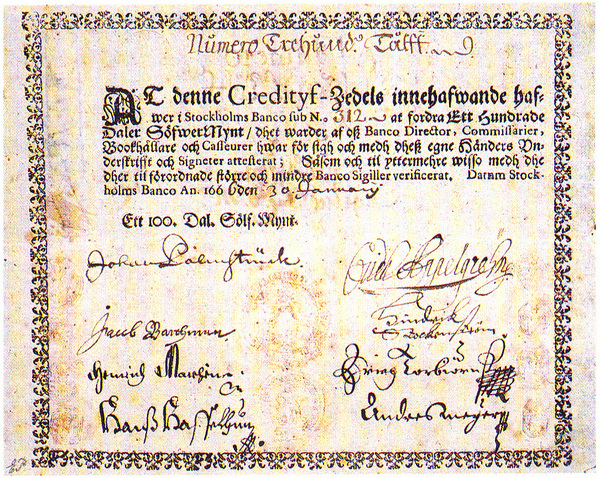
Nota de cem daler emitida pelo Palmstruch's Bank e assinada por Johan Palmstruch, 1666

Palmstruch's Bank, (sueco: Palmstruchska banken) foi o primeiro banco europeu a imprimir notas. Foi fundado em 1657 por Johan Palmstruch em Estocolmo, começou a imprimir notas em 1661, mas enfrentou dificuldades financeiras e foi liquidado em 1667. O Palmstruch's Bank foi o precursor imediato do banco central da Suécia, fundado em 1668 como Riksens Ständers Bank e renomeado em 1866 como Sveriges Riksbank, que é o banco central sobrevivente mais antigo do mundo.

## Kreditivsedlar– as primeiras cédulas modernas da Europa
A segunda grande inovação de Palmstruch foi a introdução de cédulas de papel como uma solução para os problemas do banco em equilibrar depósitos e empréstimos. Para cobrir os valores solicitados pelos correntistas, em 1661 ele começou a emitir notas de crédito (Kreditivsedlar) em denominações redondas que eram livremente transferíveis e garantidas pela promessa de pagamento futuro em metal.  Estas foram as primeiras notas europeias.
Essas notas tornaram-se muito populares muito rapidamente, simplesmente porque eram muito mais fáceis de transportar do que o grande daler de cobre, especialmente para fazer grandes pagamentos (uma nota podia ser enviada em um envelope - anteriormente as moedas grandes tinham que ser transportadas por cavalos e carroças). Outro motivo foi que, quando a quantidade de cobre nas moedas foi reduzida, as moedas antigas foram retiradas de circulação mais rapidamente do que as novas poderiam ser cunhadas, o que significa que havia uma escassez de dinheiro que só poderia ser resolvida substituindo as moedas por notas.
As primeiras notas, emitidas em 1661, foram todas assinadas pelo próprio Palmstruch, bem como pelos outros funcionários do banco. Estes foram emitidos em denominações de 5, 25, 100 e 1000 cobre daler (kopparmynt).
Uma segunda série dessas notas, conhecida como Palmstruchare, foi emitida em 1666 nas denominações de 10, 25, 50 e 100 prata daler (silvermynt).

## Falha e legado
A invenção das cédulas por Palmstruch eventualmente causou mais problemas do que resolveu. O banco foi capaz de imprimir notas em uma escala aparentemente ilimitada e, como os empréstimos aumentaram rapidamente em 1663, os empréstimos do banco deixaram de depender dos depósitos de outros correntistas. No outono daquele ano, os empréstimos e as emissões de notas haviam atingido tais níveis que o valor das notas começou a cair.
Quando as pessoas voltaram ao banco para ter suas notas de crédito honradas, o banco não tinha metal suficiente reservado para atender a todos esses pedidos e, a partir de outubro, o banco foi cada vez mais obrigado a recusar, com as operações cessando totalmente em 1664. O governo e o Riksdag (Parlamento Sueco) foram forçados a assumir, reduzindo os empréstimos pendentes e trocando as notas por moedas. A liquidação do banco foi concluída em 1667 e Palmstruch foi preso, culpado pelas perdas do banco.

Em 17 de setembro de 1668, o privilégio de Palmstruch de operar um banco foi transferido para o Riksens Ständers Bank, operado pelo parlamento. Devido à falência do Palmstruch's Bank, este novo banco não foi autorizado a emitir notas até o século XVIII. O Riksens Ständers Bank foi posteriormente renomeado para Sveriges Riksbank e continua sendo o banco central da Suécia até hoje.